# Burmesiska buddhistföreningen
Burmesiska buddhistföreningen är en theravadabuddhistisk förening i Sverige som äger och driver Tiratanaklostret i Hjortkvarn, som är Sveriges första buddhistkloster. Föreningen grundades 2008, och 2011 köpte de ett nedlagt äldreboende som de gjorde om till kloster. Äldreboendet hade tidigare tillhört Hallsbergs kommun. 2019 invigdes även en stupa vid klostret, som hade tagit ett år att bygga. I stupan finns statyer, reliker och buddhistiska texter. Invigningen samlade människor från Norge, Danmark, Storbritannien, Nederländerna, Thailand och Myanmar. Omkring 20 familjer i Myanmar var med och finansierade bygget av stupan. Burmesiska buddhistföreningen är medlem i Sveriges buddhistiska gemenskap